# 鱼鳞甲
鱼鳞甲（英語：Grigat）是砂拉越木中省实拉卓县甲望副县的一座沿海小村落，盛产水母，有「水母之乡」之美誉。此外，也拥有极美的海滩，是滨海度假圣地。

鱼鳞甲面朝南中国海，坐落在丽木河口边，一直沿着此河走就会到达离鱼鳞甲不远的实拉兰。

一月份是村里的雨季；而七月份则是村里的旱季，是最多阳光的月份。鱼鳞甲有没有明显的高温季节，整年温度也相对稳定。。